# Милосав Славко Пешић
Милосав Славко Пешић (Ниш, 9. октобар 1943 — Смедерево, 14. март 2022) био је српски књижевник, критичар и новинар.

## Биографија
Школовао се у Смедереву, Београду, Загребу и Љубљани. Књижевни рад започео је поезијом. Пре изласка прве збирке песама (Књига постања) 1972, ушао је у антологије Зорана Глушчевића (У време несигурно), Богдана А. Поповића (Поезија и традиција) и у неколико критичких избора. Стваралаштво Милосава Славка Пешића креће се оригиналним путевима, изван праваца и мода, али по песничким темама, имагинацији и инспирацији, упркос чињеници да је улазак у литературу био на традиционалистичком поетском трагу, припада својој генерацији и времену постмодернизма.
Раскид са версом традиционалистичког звука дошао је убрзо по објављивању антологије Богдана А. Поповића. Пешић у поезији сучељава искуство и снове, меша горку свест о пролазности са опојним зовом животних радости, користећи често архаичиан, готово заборављени језик и компликовану риму, растварајући митско наслеђе у савремени тренутак свеприсутне тескобе модерног човека. Последњих година Пешић се враћа православним митологемама, мада донекле одмакнут од типизираног односа српских песника хришћанске провинијенције, јер његови стихови, милозвучног бруја и опијајућег тона, дају пластичне слике дешавања уз одмерену дозу скептицизма према наводима светих књига и житија. Пешић опевава религијске теме од прве збирке Књига постања, која се појавила годину дана по изласку антологије Богдана А. Поповића. Књигу постања историчари књижевности доживели су као последњи глас о традицији. Збирка је била веома запажена упркос чињеници да су српски песници увелико већ трагали за новим зденцима.
Био је члан редакције и уредник листа Студент, члан редакције сатиричног листа Страдија, графички је опремио више бројева Књижевне речи (бавио се и ликовним решењем књига, плаката, постера) један је од промотера оснивања Књижевне омладине, уредник часописа Смедерево, члан редакције и уредничког колегијума недељника Смедеревац, главни и одговорни уредник Радио Смедерева и уредник информативног програма Телевизије Смедерево, касније главни и одоговорни уредник Телевизије Смедерево.
Четврт века живео је као професионални књижевник. Писао је много поштујући високе критерије. Писао је критику: књижевну, ликовну, филмску, телевизијску, позоришну. Двадесетак година готово искључиво писао је еротске приче за специјализоване ревије у СФРЈ и телефонске говорне аутомате. Еротске приче објављивао је ревијама Еротика (Загреб), Врочи кај (Марибор), Sexpress и Пан еротика (Нови Сад), Еротски додир, Страст плус и Страст (Београд) и специјалном избору Еротика приче (Загреб). Издавачи тог жанра, попут Александра И. Спасића, сматрали су Пешића најбољим писцем еротске прозе у СФРЈ. О томе је Спасић више пута говорио у разговорима о издавачким плановима и еротској литератури.
Поједине Пешићеве приче, песме рецензије, чак и новински текстови преведени су на енглески, италијански, мађарски, руски, кинески, пољски, бугарски, турски, словеначки и македонски.
Преводио је и појединачне приче Вуди Алена, Карен Бликсен, Маргарет Етвуд, Селинџера, мноштво словеначких песника и прозаиста и драматичара. Превео је песничке књиге Светлане Макарович Одбројавања (Изштевања), Ервина Фрица Пролазност (Миневања), Алојза Ихана Сребрњак (Сребрник), Алојза Градника Песме (Песми), Тона Кунтнера Моја кућа (Моја хиша), Татјане Михаиловне Глушкове Нема растанка (Разлуки нъет) и Маруше Кресе Вајднер Јуче, данас, сутра (Гестерн, Хеуте, Морген) и драму Емила Филипчича Заточеници слободе (Ујетники свободе).

## = Награде
Добитник је награде Блажо Шћепановић за збирку песама у рукопису Вечерња благост, награде за прозу Миливоје Илић, Григорије Божовић, награду Миливоје Живановић за есеј о глимишту и у више наврата за еротску причу. Награђен је и Златном струном чији је први добитник Весна Парун, а понели су је и Миодраг Павловић, Дара Секулић, Радован Павловски, Соња Манојловић, Бранислав Петровић.

## Дела

### Песничке збирке
- Књига постања (1972)
- Хелена спава с мишицом под главом (1978)
- Мали знаци неверства (1980)
- Тамни вилајет (1983)
- Вечерња благост (1984)
- Мефистов вез (1986)
- Мирна кућа (1987)
- Смрт је ловац самотан (1990)
- Мастило је горко / Ink is Bitter (2007), двојезично(српски-енглески)

### Избор песама
- У дом за старе стигао је комунизам (2004)

### Збирка кратких прича
- Човек против себе (1979)

### Роман
- Женик (1982)

### Збирка лирских записа
- С љубечитим штовањем (1986)

### Збирка песама за децу
- Мачје, мишје и друге (1987)

### Есеј о глумишту
- Бенгалска ватра глуме (1997)
- Глумци одлазе, сире (1998)

### Романсирана илустрована прошлост Смедерева
- Књига промена (2007)

### Приредио песничке антологије
- Кад те заболи душа (1981)
- Љувене (1984)

### Избор савремених словеначких прозаиста
- Млада словеначка проза / Берба небеског винограда (1990).

### Преводи
- Моцартове епистоле женама Писма осамљеника (2003).

## Заступљен у антологијама
- Зоран Глушчевић: /У време несигурно/, Београд 1969.
- Богдан А. Поповић: /Поезија и традиција/, Београд 1971.
- Стојан Степановић: /Млада српска поезија/, Сарајево 1971.
- Милутин Срећковић: /Нека иста земља/, Крушевац 1982.
- Милутин Срећковић: / Најмлађи гласови српске поезије/ 1982.
- Јован Зивлак: /Пантологија/, Нови Сад 1977.
- Милорад Р. Блечић: /Антологија југословенског песништва о биљу/, Београд 1989
- Ратко Поповић: /Страшни суд/: песници Грачаници, Приштина/, Београд 1989.
- С. Радовановић и Д. Батиница: /Српски манастири и поетска реч/, Земун 1990.
- Франци Загоричник: /Под орожјем језик/, Љубљана 1996.
- Перо Зубац: /Антологија југословенске љубавне поезије/, Београд 1997
- Перо Зубац: /Златни стихови/, Београд 1998.
- Просвјетни рад: /Антологија кратке приче/, Подгорица 1999.

## Заступљен у изборима
- Бити негде, Нови Београд 1966.
- Руковање, Нови Београд 1968.
- Мали поетски зборник, Прокупље 1969.
- Најлепши стихови 69, Београд 1969.
- Најлепши стихови 71, Београд 1971.
- Извор живе речи, Смедерево 1971.
- Град на десној, а ветар на левој обали/, Смедерево 1971.
- Најлепши стихови 72, Београд 1972.
- Златна струна, Смедерево 1979.
- Осумнаести Рацинови средби, 1983.
- Научите пјесан, Књ. 2, Смедерево 1984.
- Поезијата мегу сонот и реалноста, Струга 1984.
- Научите пјесан, Књ. 3, Смедерево 1985.
- Чегарске ватре, Ниш 1992.
- Песнички кључ Смедерева, Смедерево 1994.
- Брод носталгије, боемске песме, Београд 2004.
- Смедерево, град престоница, Смедерево, 2004.